# Contea di Shufu
La contea di Shufu (疏附县S, Shūfù XiànP) è una contea della Cina, situata nella regione autonoma di Xinjiang e amministrata dalla prefettura di Kashgar.